# На по-добро място
„На по-добро място“ (на английски: The Good Place) е американски ситком, който дебютира на 19 септември 2016 г. по NBC.
През ноември 2017 г. сериалът е подновен за трети сезон.

## Актьорски състав
- Кристен Бел – Елеонор Шелстоп
- Тед Дансън – Майкъл
- Джамела Джамил – Тахани Ал Джамил
- Уилям Джаксън Харпър – Чиди Анагоний
- Мани Хасинто – Джейсън Мендоза / Джаню Ли
- Д'Арси Кардън – Джанет Дела-Денунцо

## „На по-добро място“ в България
В България сериалът започва излъчване на 5 септември 2017 г. по bTV Comedy.